# Federální bezpečnostní informační služba
Federální bezpečnostní informační služba (FBIS, slovensky Federálna bezpečnostná informačná služba) byla československá státní zpravodajská služba s vnitřním polem působnosti (kontrarozvědka), existující v letech 1991–1992. Jejími nástupci se v rozděleném Československu staly od počátku roku 1993 Bezpečnostní informační služba České republiky (v Česku) a Slovenská informační služba (na Slovensku).

## Historie
Po sametové revoluci vznikl v únoru 1990, na základě rozkazu ministra vnitra, Úřad pro ochranu ústavy a demokracie Federálního Ministerstva vnitra (ÚOÚD), který sloužil pro kontrarozvědné účely a který fungoval do konce roku 1990. Tehdy byl podle rozkazu ministra vnitra přetransformován na Federální informační službu Federálního Ministerstva vnitra (FIS FMV). Ta fungovala do června 1991.
Na základě zákona č. 244/1991 Sb. vznikla k 1. červenci 1991 samostatně působící Federální bezpečnostní informační služba (FBIS). Její kontrolu vykonávalo Federální shromáždění. V čele FBIS stál ředitel, jenž byl odpovědný Federálnímu shromáždění. Jmenován byl prezidentem republiky na návrh federální vlády a odvoláván byl prezidentem republiky na návrh federální vlády nebo Federálního shromáždění. Federální bezpečnostní informační služba plnila úkoly ve věcech vnitřního pořádku, bezpečnosti státu a jeho ústavního zřízení.
Vzhledem k zániku Československa na konci roku 1992 byla FBIS zákonem č. 543/1992 Sb. k 31. prosinci 1992 zrušena. V Česku ji nahradila Bezpečnostní informační služba České republiky, zřízená již 24. listopadu 1992, a na Slovensku Slovenská informační služba.

## Seznam ředitelů
Úřad pro ochranu ústavy a demokracie Federálního Ministerstva vnitra
- Zdeněk Formánek (únor 1990 – duben 1990)
- Jan Ruml (duben 1990 – červen 1990)
- Jiří Müller (červen 1990 – listopad 1990)
- Jiří Novotný (listopad 1990 – prosinec 1990)

Federální informační služba Federálního Ministerstva vnitra
- Jiří Novotný (prosinec 1990 – červen 1991)

Federální bezpečnostní informační služba
- Jiří Novotný (červenec 1991 – prosinec 1991)
- Štefan Bačinský (leden 1992 – srpen 1992)
- Pavol Slovák (září 1992 – prosinec 1992)